# Mitt Romney
Willard Mitt Romney (Detroit, Michigan, 12. ožujka 1947.), američki poduzetnik i političar, 70. guverner Massachusettsa. 
Na položaju guvernera odslužio je jedan mandat, a 2006. nije tražio reizbor. Bio je jedan od kandidata Republikanske stranke za predsjednika SAD-a na izborima 2012., na kojima je pobijedio Barack Obama. 
Rodio se u uglednoj političkoj obitelji, a otac i majka su mu bili cijenjeni članovi društva. Otac mu je bio guverner Massachusetsa od 1969. do 1973. godine. Po vjeri je mormon, a ima kuće u državama Massachusetts, Utah i New Hampshire.
Postigao je visoku naobrazbu, a 30 mjeseci bio je misionar Mormonske Crkve u Francuskoj. Obnašao je niz dužnosti u poslovnom svijetu, između ostalog, bio je predsjednik Organizacijskog odbora Zimskih Olimpijskih igara 2002. u Salt Lake City-ju.
2007. godine bogatstvo mu se procjenjivalo na 190 do 250 milijuna dolara.

## Osobni život
Dana 4. siječnja 2025. tadašnji američki predsjednik Joe Biden odao je počast Romneyjevom ocu Georgeu Romneyu Predsjedničkim odličjem slobode koju je Mitt Romney u ime oca prihvatio.